# ۱-آپ استودیو
۱آپ استودیو (انگلیسی: 1-Up Studio) شرکت بازی ویدئویی ژاپنی است، که در سال ۲۰۰۰ تأسیس شد.